# Samuel Powalski
Samuel Powalski herbu Rogala – sędzia człuchowski w latach 1680-1700, ławnik człuchowsk w latach 1668-1679.
Poseł na sejm konwokacyjny 1668 roku z powiatu człuchowskiego.